# Metoděj Jílek
Metoděj Jílek (Praga, 11 de diciembre de 2002) es un deportista checo que compite en patinaje de velocidad sobre hielo. Ganó una medalla de bronce en el Campeonato Mundial de Patinaje de Velocidad sobre Hielo en Distancia Individual de 2025, en la prueba de 10 000 m.

## Palmarés internacional
| Campeonato Mundial en Distancia Individual | Campeonato Mundial en Distancia Individual | Campeonato Mundial en Distancia Individual | Campeonato Mundial en Distancia Individual |
| Año                                        | Lugar                                      | Medalla                                    | Prueba                                     |
| ------------------------------------------ | ------------------------------------------ | ------------------------------------------ | ------------------------------------------ |
| 2025                                       | Hamar (Noruega)                            | Medalla de bronce                          | 10 000 m                                   |